# Stefan Jović
Stefan Jović (cyr. Стефан Јовић; ur. 3 listopada 1990 w Niszu) – serbski koszykarz, występujący na pozycjach rozgrywającego lub rzucającego obrońcy, reprezentant kraju, obecnie zawodnik Panathinaikosu Ateny. 
Mierzy 1 metr i 98 cm i gra na pozycji rozgrywającego. W sezonie 2015/2016 został nazwany MVP bałkańskiej ligi ABA. Do 2017 roku grał w rodzimej Serbii, a od tego czasu gra dla niemieckiego Bayernu. Jest też posiadaczem rekordu dotyczącego największej ilości asyst w jednym meczu Euroligi.
7 stycznia 2022 został zawodnikiem Panathinaikosu Ateny.

## Kariera międzynarodowa
Jović grę w reprezentacji Serbii zaczął od młodzieżówki, która zdobyła srebro w  Igrzyskach Śródziemnomorskich 2013.
W reprezentacji seniorskiej zdobył srebro na Mistrzostwach Świata w 2014 i na Igrzyskach Olimpijskich 2016 odbytych w Rio de Janeiro.
W 2017 reprezentował Serbię na EuroBaskecie. Ze swoją reprezentacją dotarł do finału, w którym to przegrał z reprezentacją Słowenii. Na turnieju tym zdobywał średnio 6.4 punktów, 2.4 zbiórki i 5.4 asyst na mecz.

## Osiągnięcia
Stan na 22 stycznia 2022, na podstawie, o ile nie zaznaczono inaczej.
Klubowe
- Mistrz:
  - Ligi Adriatyckiej (2015–2017)
  - Niemiec (2018, 2019)
  - Serbii (2015–2017)
- Zdobywca pucharu:
  - Niemiec (2018)
  - Serbii (2015, 2017)

Indywidualne
- MVP:
  - finałów Ligi Adriatyckiej (2016)
  - kolejki Ligi Adriatyckiej (30 – 2015/2016)
- Zaliczony do I składu Ligi Adriatyckiej (2017)
- Sportowiec roku Niszu (2014, 2016)

Reprezentacja
- Wicemistrz:
  - świata (2014, 2023[10])
  - igrzysk:
    - olimpijskich (2016)
    - śródziemnomorskich (2013)

  - Europy (2017)
- Brązowy medalista uniwersjady (2013)
- Uczestnik europejskich kwalifikacji do mistrzostw świata (2017 – 11. miejsce)